# Deutschordenskommende Lucklum

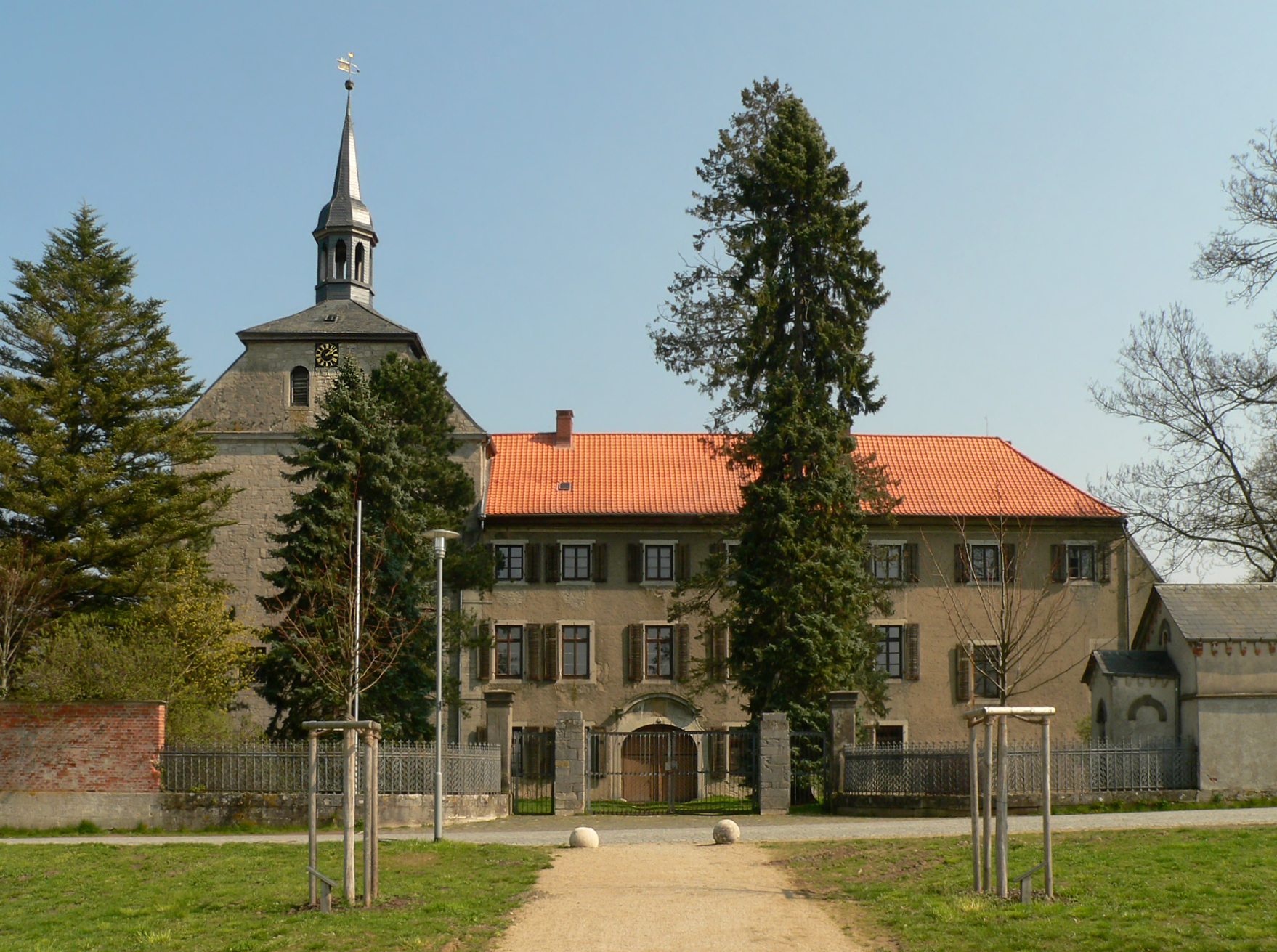
Die frühere Ordenskirche und das Herrenhaus der Kommende in Lucklum

Die Deutschordenskommende Lucklum war eine Kommende des Deutschen Ordens in Lucklum im heutigen Landkreis Wolfenbüttel in Niedersachsen. Sie war Sitz der Deutschordensballei Sachsen, die die zugehörigen Kommenden im Ordensgebiet zwischen Weser und Oder verwaltete. Die Lucklumer  Kommende wurde 1264 gegründet und im Jahre 1809 von Jérôme Bonaparte zu Gunsten des Königreichs Westphalen säkularisiert. Die mehrfach ausgebaute und umgenutzte Anlage wird heute als „Rittergut Lucklum“ bezeichnet.

## Geschichte
Im Jahr 1213 wurde der Deutsche Orden mit der Elmsburg im Elm belehnt. Ab 1260 erwarb der Orden von Ekbert von der Asseburg Gebiete im Reitlingstal. 1260 kamen Besitzungen in Lucklum an den Orden, der 1263 vom Bischof Volrad von Halberstadt die Kirche und Pfarrei in Lucklum sowie drei Hofstellen geschenkt bekam. 1264, anderen Quellen zufolge 1275, wurde der Sitz der Kommende von der Elmsburg nach Lucklum verlegt. Ab 1287 hatte der Landkomtur seinen Sitz in Lucklum.

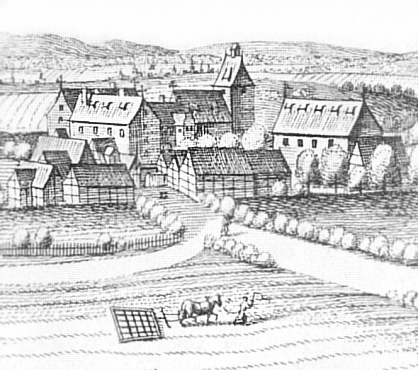
Merian-Stich von Lucklum 1654 (Ausschnitt)

Die Krise des Deutschritterordens in der Schlacht bei Tannenberg von 1410 griff auch auf Lucklum über. Es kam zu einer Verschuldung der von hier verwalteten Ballei Sachsen des Ordens und zu einem Verlust an Ansehen. Im Zuge der Reformation trat die Kommende 1542 zur evangelischen Lehre über. In der Folgezeit wurde sie zu einem Stift für unverheiratete ältere Herren des Adels. Während des Dreißigjährigen Krieges wurden die Gebäude der Kommende stark beschädigt, aber von Landkomtur Jan Daniel von Priort wieder aufgebaut. Sein Grabmal befindet sich in der Lucklumer Kirche.
Daniel Christoph Georg Graf von der Schulenburg geriet in seiner Zeit als Landkomtur von 1757 bis 1772 durch die Ballei in Schulden, deren Ursache willkürliche und unordentliche Wirtschaftsführung war. Seinem Nachfolger Friedrich Wilhelm von Hardenberg, der von 1774 bis 1800 regierte, ist es zu verdanken, dass die Ballei nicht vorzeitig aufgegeben werden musste. Hardenberg war einer der ersten deutschen Landwirte, der zur Verfeinerung der Schafwolle Zuchtböcke von Merinoschafen aus Spanien einführte. Damit legte er den Grundstein zur überregional bekannt gewordenen Lucklumer Stammschäferei. Sein Neffe Friedrich von Hardenberg, der unter dem Schriftstellernamen Novalis bekannt wurde, lebte 1784 etwa ein Jahr lang auf dem Gutshof in Lucklum. Hier verfasste er einige seiner romantischen Gedichte.

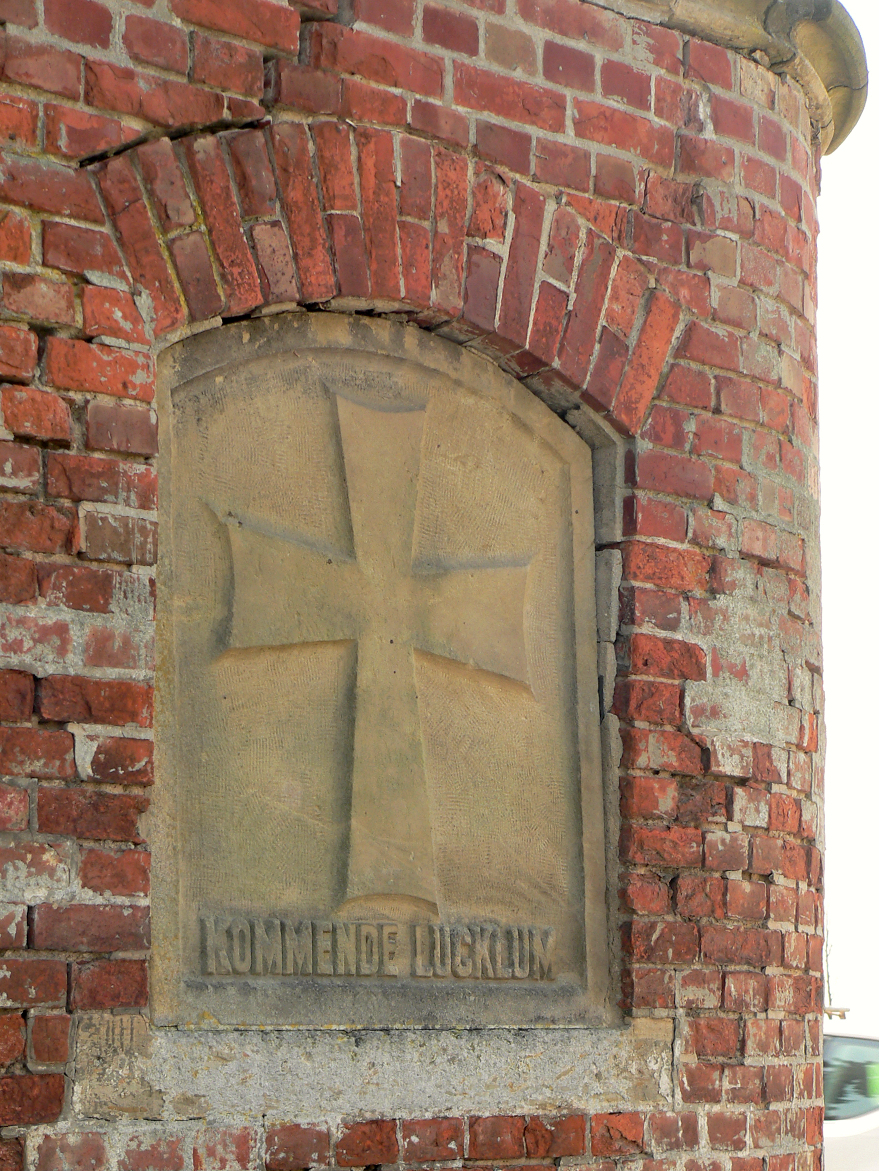
Steinrelief an einer Einfahrt

Im Jahr 1809 säkularisierte Napoleon I. den Deutschen Orden in die Rheinbundstaaten und übertrug seinen Besitz den jeweiligen Landesfürsten. Für Lucklum war dies sein jüngster Bruder Jérôme von Westfalen, der die Domäne Lucklum an den Warberger Amtmann Friedrich Ludwig Wahnschaffe verkaufte. Zu seinen Vorfahren gehörte der vielfache Domänen- und Rittergutsbesitzer Georg Wilhelm Wahnschaffe. 1831 wurde das Anwesen auf Wahnschaffes Betreiben ein Rittergut. 1861 erwarb der Bremer Kaufmann Johann Hinrich Frerichs das Rittergut und gestaltete die Innenräume des Herrenhauses wohnlicher. Über mehrere Generationen blieb das Rittergut Lucklum im Eigentum der Familie von Henninges als Erben des Kaufmanns Frerichs. Ende der 1940er Jahre wurden auf dem Rittergut mehr als 200 Menschen beschäftigt. 1948 teilte Adele Cramer von Clausbruch, geborene Frerichs, das Rittergut wegen einer befürchteten Bodenreform auf. Ihrem Enkel Segeband von Henninges vermachte sie den Besitz in Lucklum und seinem Bruder Jürgen von Henninges den Besitz im Reitlingstal. Im Reitlingstal entstand der Forst- und Weidebetrieb Weidehof Reitling, den Jürgen von Henninges 1969 verkaufte. Am 9. März 2012 wurde das Rittergut mit einer Größe von 650 ha an die Wolfenbütteler Familie Findel-Mast verkauft, die Eigentümer des Unternehmens Mast-Jägermeister. In den 2000er Jahren siedelten sich auf dem Rittergut mehrere kleine Betriebe an.

## Bauten

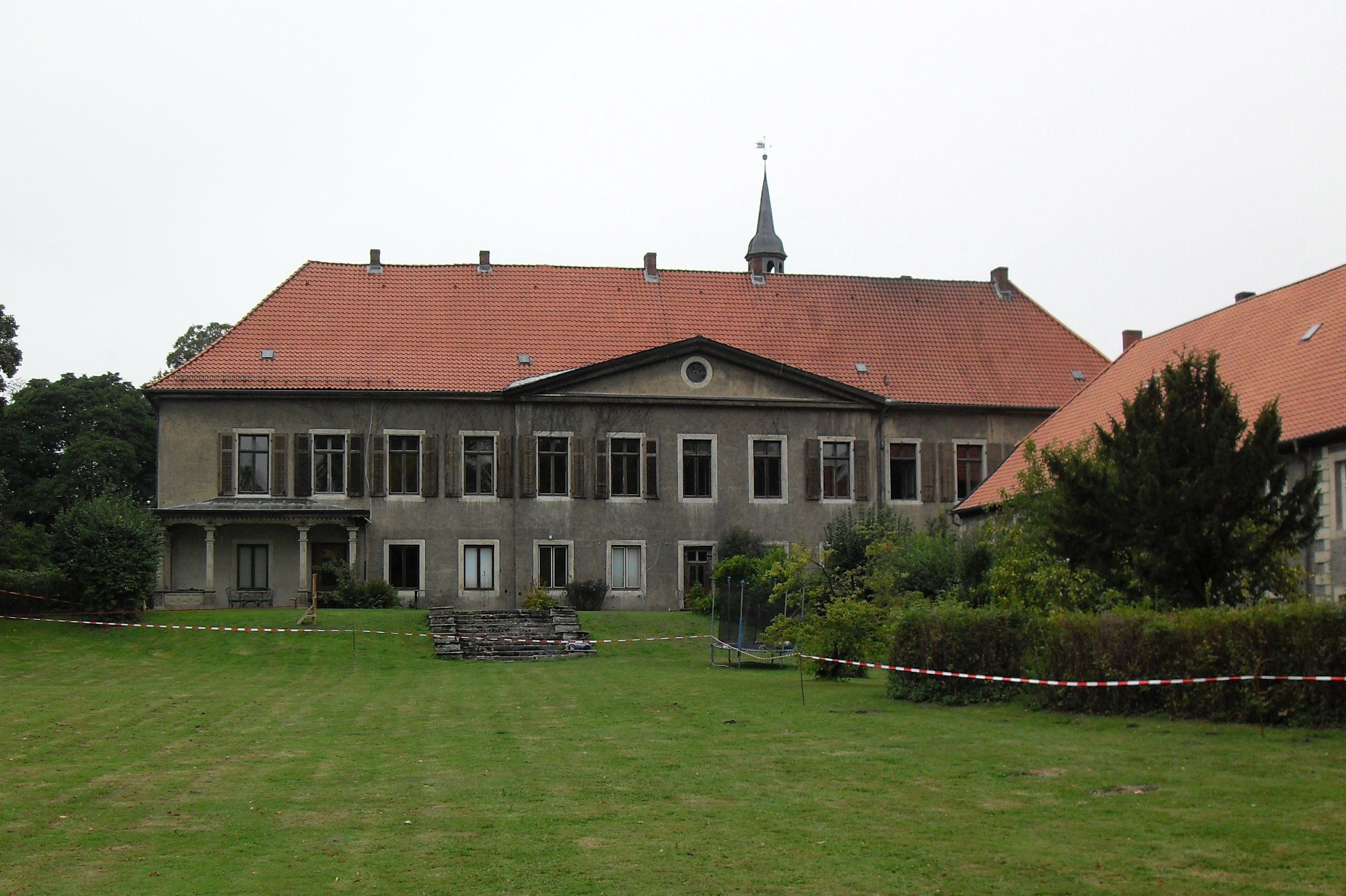
Der Ostflügel des geschlossenen Baukomplexes der Kommende

Bei der Einrichtung der Kommende 1264 in Lucklum wurde die im Jahr 1051 erstmals erwähnte Kirche in eine Ordenskapelle umgewandelt. Nachdem der Braunschweiger Herzog im Jahr 1281 dem Orden das Befestigungsrecht verliehen hatte, entstand eine geschlossene befestigte Anlage mit einem quadratischen Grundriss, ähnlich den Deutschordensburgen im Ostseeraum. Der Ausbau zur Burg war in den 1320er Jahren abgeschlossen.

### Kirche
Die Kirche, die größtenteils aus Erkeroder Trochitenkalk erbaut wurde, ist ein romanischer Saalbau und der älteste Bauteil der Kommende. Ihr Westwerk stammt aus der Zeit, bevor der Orden in Lucklum ansässig wurde. Die Kirche bildet mit weiteren Gebäuden den quadratischen Innenhof der Kommende. Anfangs war die Kirche vermutlich als Wehrturm in das Gebäudeensemble einbezogen. Nach dem Dreißigjährigen Krieg kam es zu wesentlichen Bauerneuerungen. Ende des 17. Jahrhunderts erfolgten Bemalungen des Inneren nach Vorlagen aus Emblembüchern. Der Kirchturm erhielt 1714 ein barockes Pultdach mit Zwiebelhaube. Im Inneren der Kirche gibt es eine Empore, auf der die Ordensritter saßen und eine Loge, in der der Landkomtur als Leiter der Ballei seinen Platz hatte. Die Kirche enthält ein überlebensgroßes Standbild des früheren Landkomturs Jan Daniel von Priort (1618–1683), er hält eine Nachbildung der Ordensfahne von 1684, die das schwarze Ordenskreuz auf weißem Grund trägt. Rings um die Figur sind die Wappen der 43 Ordensritter angebracht, die seit dem Ende des Dreißigjährigen Krieges bis zur Auflösung des Ordens im Jahr 1809 in die Ballei Sachsen aufgenommen wurden.
Die Orgel wurde 1861 durch den Orgelbauer Johann Andreas Engelhardt aus Herzberg erbaut und hat 12 Register auf zwei Manualen und Pedal. Die Orgel ist fast in der originalen Komposition erhalten. 2009 wurde die Orgel restauriert und renoviert.

### Herrenhaus
Prachtstück der ehemaligen Kommende und des späteren Gutshofes ist das frühere Kommenden- und spätere Herrenhaus mit dem Rittersaal, der um 1740 eingerichtet wurde. Das jetzige Herrenhaus wurde nach den Zerstörungen im Dreißigjährigen Krieg auf dem Vorgängerbau errichtet. Die Komture in Lucklum hielten enge Verbindung zum Fürstenhaus Braunschweig-Wolfenbüttel. Daher hingen Ölgemälde der Braunschweiger Herzöge von Herzog Anton Ulrich bis Karl Wilhelm Ferdinand und ihrer Gemahlinnen im Rittersaal. Weitere Porträts zeigten Abbildungen der Hoch- und Deutschmeister des Ordens, Lucklumer Ordensritter sowie sämtliche Lucklumer Landkomture. Im Jahr 2010 wurden die 57 Porträts aus dem Rittersaal beim Kunst- und Auktionshaus Kastern versteigert. Der Erlös sollte in die Sanierung und Sicherung der Gebäude fließen. Die Bilder sind nach wie vor  vorhanden, allerdings als Kopie in digitalisierter Form.
Neben dem Rittersaal liegen ein Billardzimmer mit einer farbenprächtigen Tapete sowie zwei Salons, die „Herzogszimmer“, in denen sich oft die Braunschweiger Herzöge aufhielten.

Porträts im Rittersaal (Auswahl)
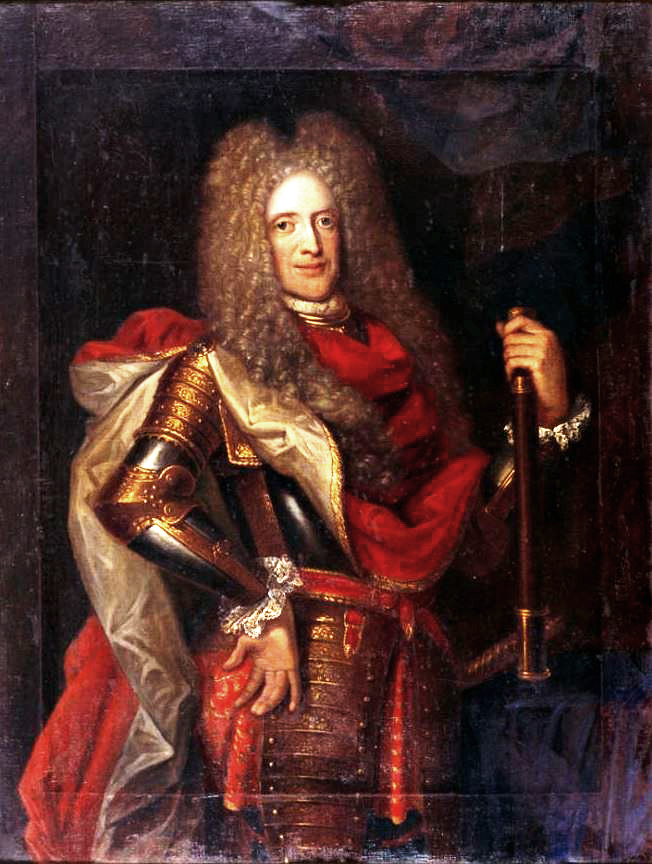
Porträt des Anton Ulrich von Braunschweig-Wolfenbüttel
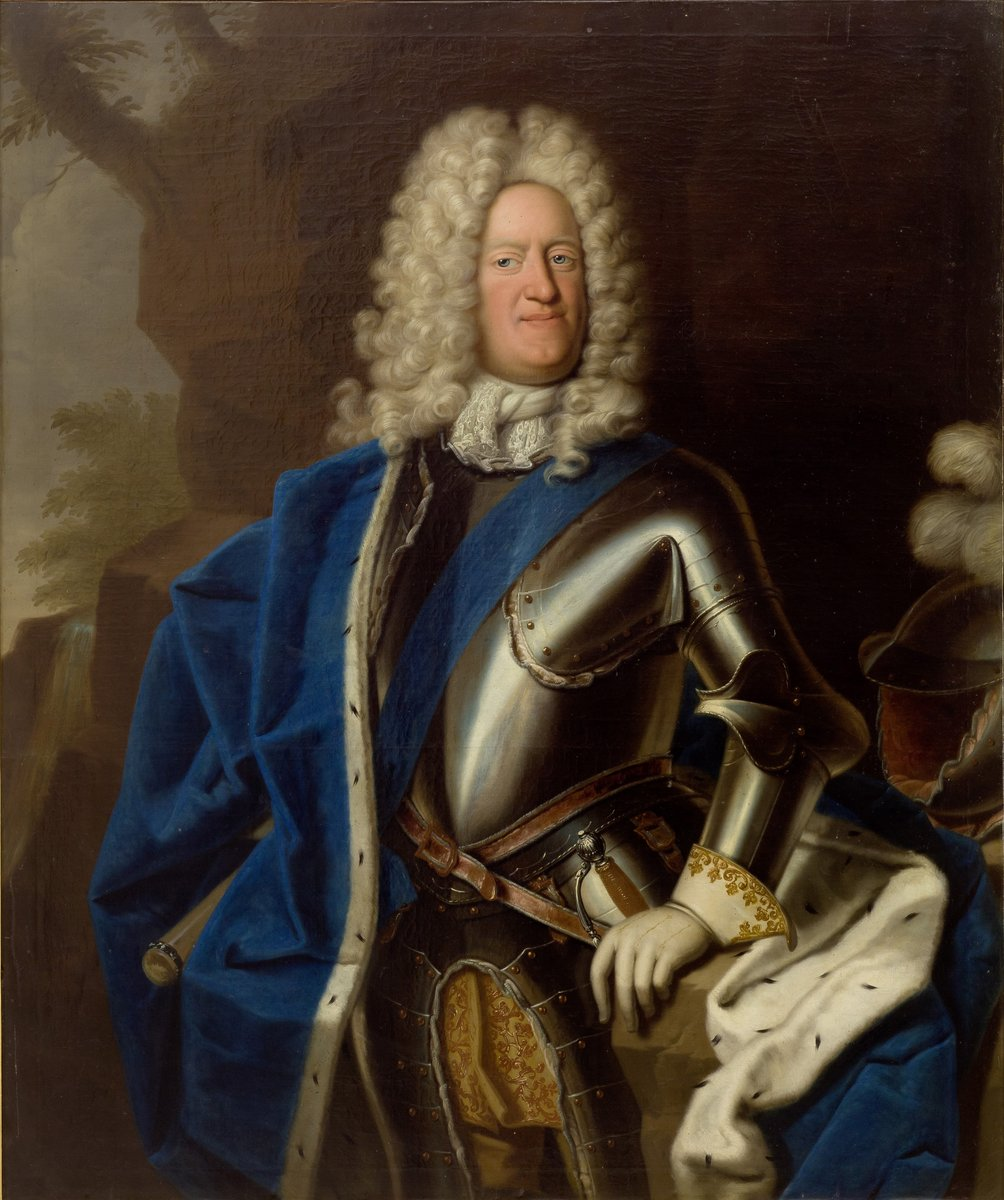
Porträt des August Wilhelm von Braunschweig-Wolfenbüttel (Gemälde von Christoph Bernhard Francke)
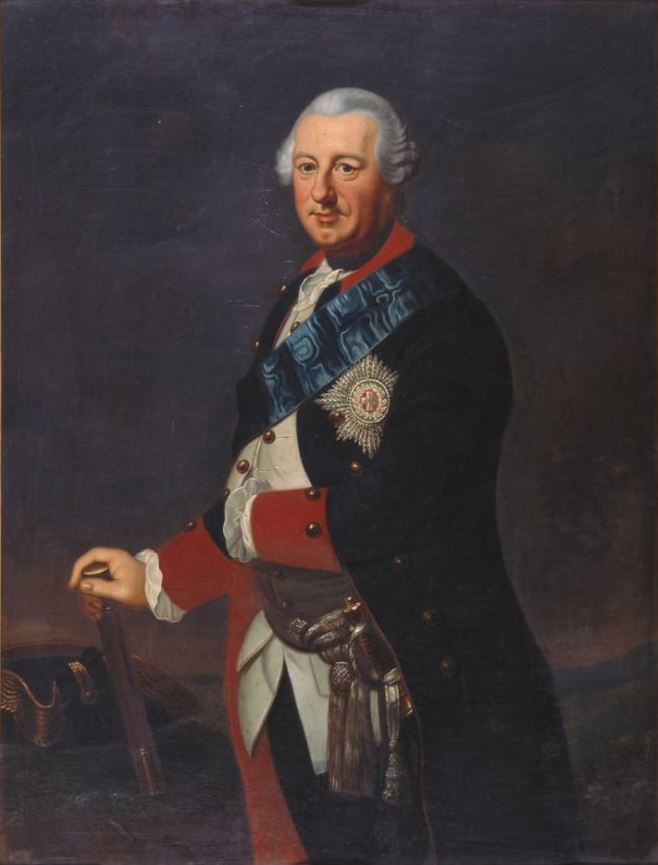
Porträt des Karl I. von Braunschweig-Wolfenbüttel
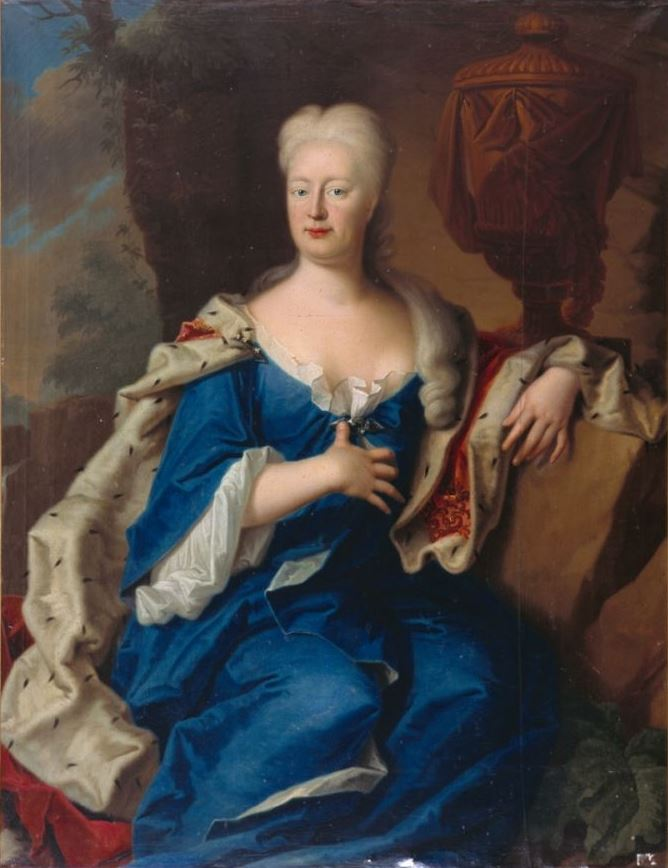
Porträt der Antoinette Amalie von Braunschweig-Wolfenbüttel (Gemälde von Christorf Bernhard Francke)

### Gutshof und Garten
Das Kommendengelände wird von einer hohen Steinmauer umgeben, die der Landkomtur Hans von Lossau Ende des 16. Jahrhunderts bei der Umgestaltung des Wirtschaftshofes errichten ließ. Die zahlreichen landwirtschaftlichen Gebäude sind ebenfalls massive Steinbauten und entstanden nach dem Dreißigjährigen Krieg. Sie gruppieren sich um zwei ineinander übergehende Höfe.
Es gibt einen größeren Gutspark, als Barockgarten konzipiert, der im 18. Jahrhundert in einen englischen Landschaftspark mit ausländischen, vor allem mit amerikanischen Baumarten, umgestaltet wurde. In ihm fanden sich seltene Bäume, wie der amerikanische Spindelbaum, die tartarische Heckenkirsche und Schierlingstannen. Durch den Park und das Hofgrundstück fließt die Wabe, an der sich eine Pferdeschwemme befindet.
Eine vierreihige Lindenallee mit rund 400 Meter Länge führt von der Landstraße direkt auf den Gutshof zu. Sie wurde unter dem Landkomptur Friedrich Wilhelm von Hardenberg angelegt und schon 1796 erwähnt. Da Teile der Baumkronen herauszubrechen drohten und die Verkehrssicherheit nicht mehr gegeben war, wurden im Jahr 2017 über 133 Linden gefällt und 2018 durch neu angepflanzte Bäume ersetzt.

## Besitzungen
Anfang des 14. Jahrhunderts stand das gesamte Dorf Lucklum im Besitz des Ordens. Er betrieb Forst- und Landwirtschaft, Metallverarbeitung sowie Fischerei und unterhielt Steinbrüche. Besitzungen der Kommende bestanden in Orten der Region, wie Cremlingen, Dobbeln, Eilum, Erkerode, Evessen, Hoiersdorf, Hötzum, Söllingen, Schöningen,  Sickte,  Twieflingen, Veltheim und  Volzum. Im 15. und 16. Jahrhundert wurde der Besitz zur Eigenbewirtschaftung zu groß, so dass Güter verpachtet wurden.

## Landkomture

Porträts von Landkomturen im Rittersaal (Auswahl)
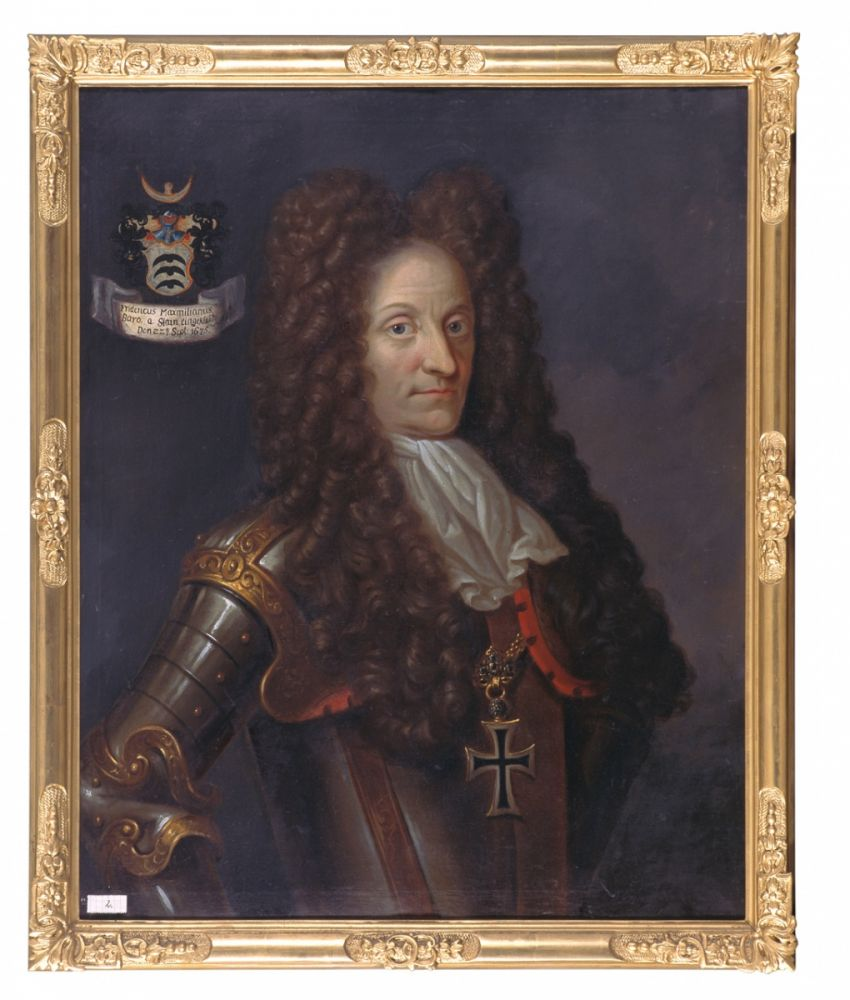
Friedrich Maximilian vom Stain (1684)
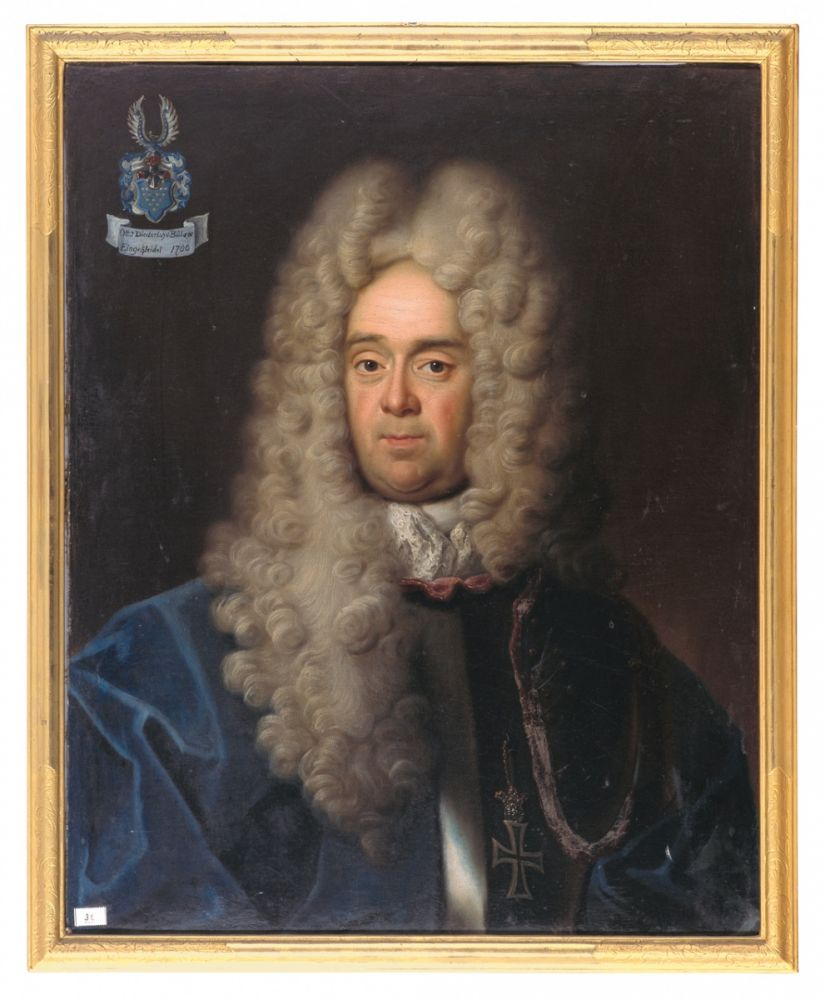
Otto Diedrich von Bülow (1704)
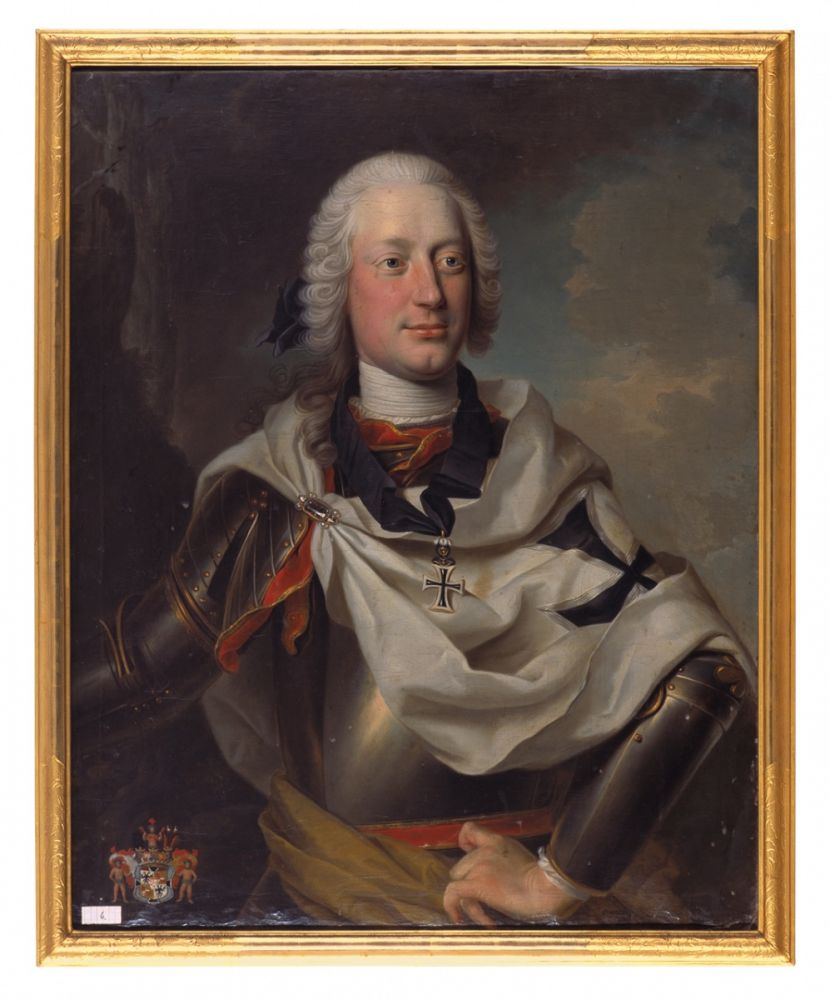
Daniel Chr. Georg von der Schulenburg (1757)
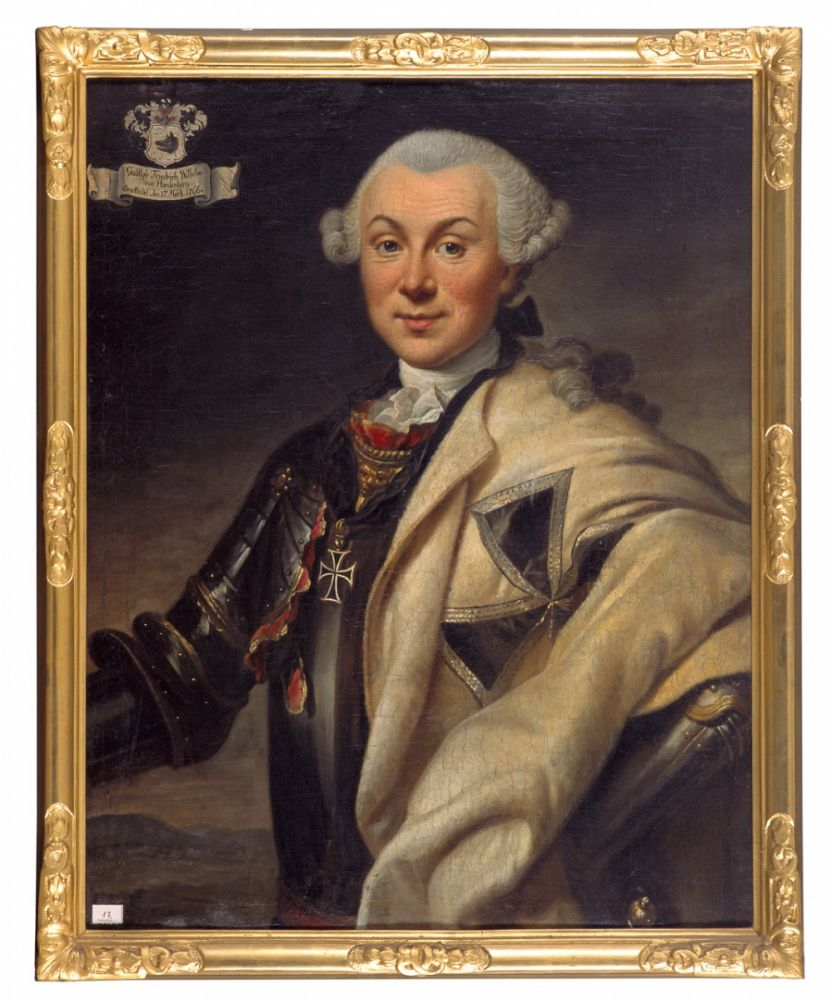
Friedrich Wilhelm von Hardenberg (1774)